# Concești
Concești – wieś w Rumunii, w okręgu Botoszany, w gminie Concești. W 2011 roku liczyła 1435 mieszkańców.